# Văleni, Constanța
Văleni (în turcă Yenişenlia; în trecut Enișelia și Valea Rea) este un sat în comuna Dobromir din județul Constanța, Dobrogea, România. La recensământul din 2002 avea o populație de 578 locuitori. Are numele actual din 1964; în trecut s-a numit și Enișelia și Valea Rea, prima o transcriere și a doua o traducere a denumirii turcești.